# Cunningham racing stripes

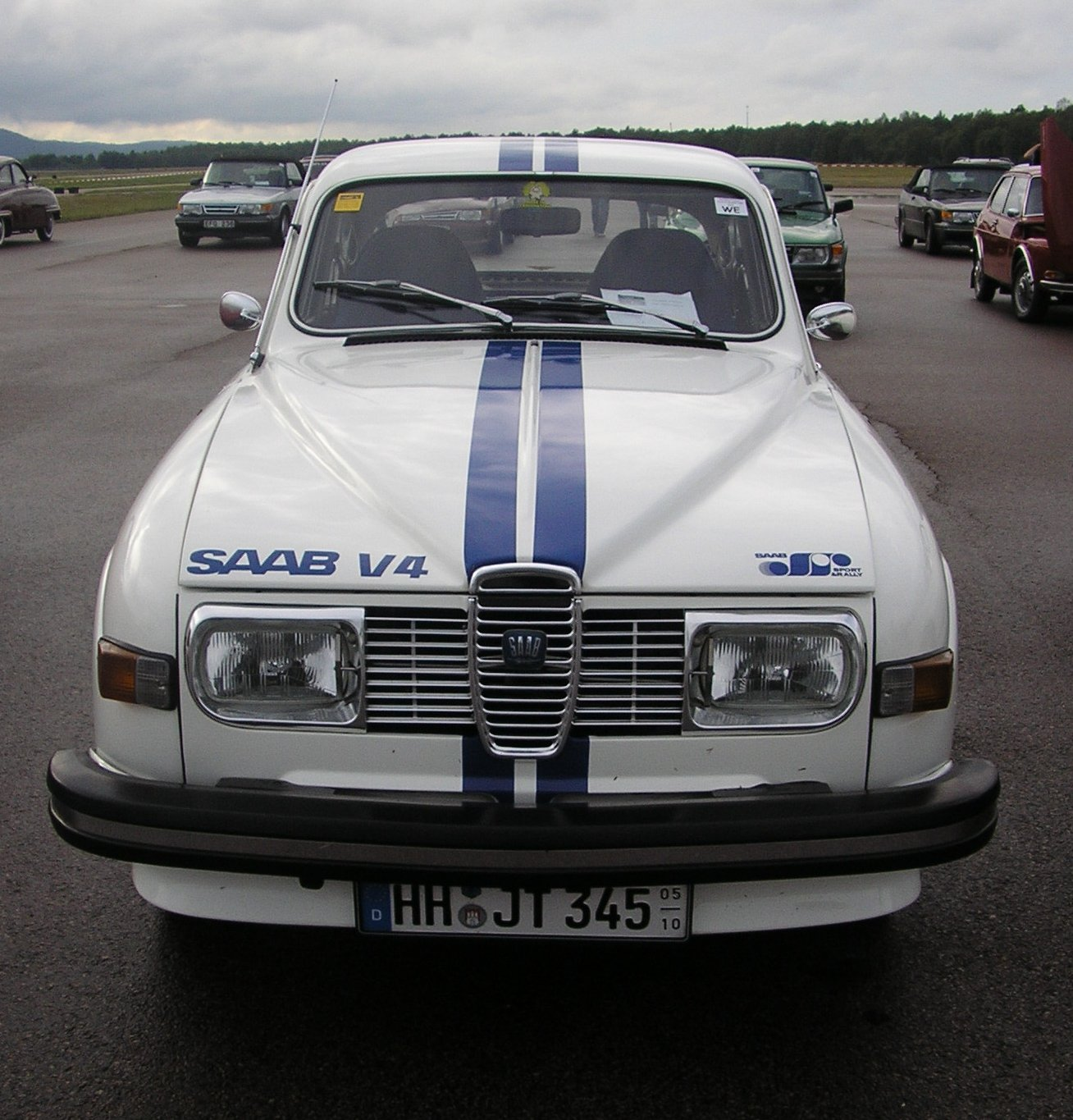
Saab 96-V4 decorado con las Cunningham racing stripes.

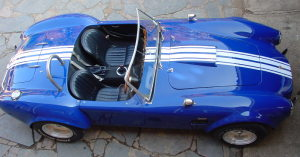
AC Cobra con las racing stripes en colores invertidos.

Las llamadas Cunningham racing stripes son un par de franjas de colores paralelas y simétricas que atraviesan a un automóvil desde el frente hasta la parte posterior. Aparecen por primera vez aplicadas en los automóviles prototipos de Briggs Cunningham, en 1951. Los automóviles del equipo Cunningham se pintaban con dos líneas longitudinales azules, para que los espectadores pudieran distinguirlos de los demás en la distancia. Su tradición fue seguida por Carroll Shelby en su AC Cobra, y algunos prototipos construidos como Shelby. En dicho modelo se suelen denominar como "Le Mans stripes", dada la intención del equipo de ganar la famosa competición de resistencia. Después fueron adoptadas por multitud de equipos en eventos varios.
Muchos fabricantes de automóviles pronto decidieron que la imitación de la tradición de Cunningham podría ser rentable, y muchos de los modelos deportivos de los catálogos presentaban dichas líneas de serie, adquiriendo de esta manera el apodo de "Go-faster stripes". Después, su uso se popularizó en la década de los 60 y los primeros 70, tanto para automóviles de calle como de competición.
La imitación de la tendencia continúa, aunque las líneas se hacen más sutiles y de otros colores. En Norteamérica, algunos propietarios de hatchbacks deportivos usan una versión más delgada de las líneas clásicas, similares a las usadas en el Renault Clio Gordini.
Recientemente, las líneas se han vuelto a usar en el Dodge Viper por Carroll Shelby, renaciendo en Europa; así que los que desconocen su historia, las llaman como "Viper Stripes".
Los puristas las llaman "Cunningham racing stripes", aunque en Europa se suele usar el genérico "American racing stripes", porque Cunningham las presentó allí como modelo de constructor de automóviles. Durante tres décadas, Briggs Cunningham y su equipo era bien conocido y extremadamente popular entre los espectadores y los pilotos en las competiciones europeas.